# 패러다임

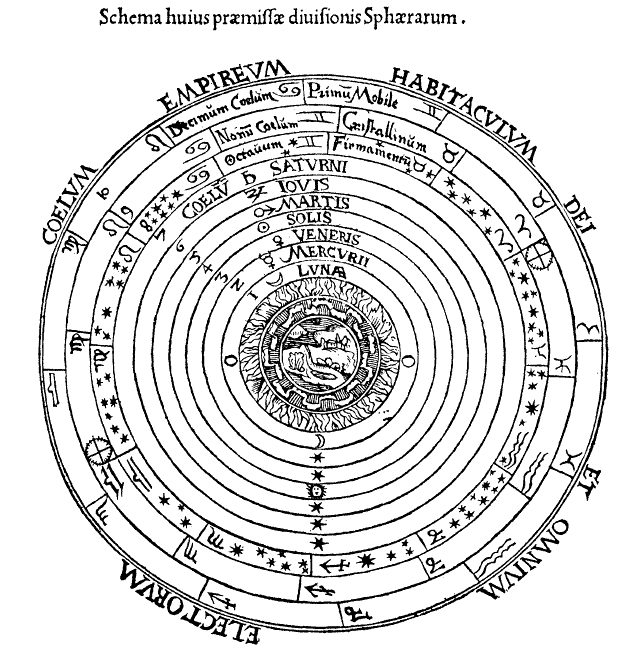
프톨레마이오스의 우주

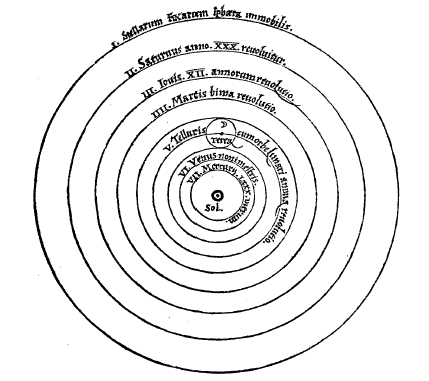
코페르니쿠스의 우주

패러다임(영어: paradigm)은 어떤 한 시대 사람들의 견해나 사고를 근본적으로 규정하고 있는 테두리로서의 인식의 체계, 또는 사물에 대한 이론적인 틀이나 체계를 의미하는 개념이다. 토머스 쿤이 제안하였다. '패러다임'이라는 단어는 그리스어에서 유래했으며 '패턴(pattern)'을 뜻한다. 이는 과학철학에서 이론적재성(theory-ladenness)에 대한 논의와 밀접하게 관련되어 있다.

## 개요
패러다임은 패턴, 예시, 표본 등을 의미하는 그리스어: παράδειγμα 파라데이그마[*]를 영어화하여 만들어낸 신조어이다.
토머스 쿤이 《과학혁명의 구조》에서 처음으로 제안한 패러다임은 한 시대의 사회 전체가 공유하는 이론이나 방법, 문제의식 등의 체계를 뜻한다. 예를 들어 천동설이 진리로 받아들여지던 시기에 다른 모든 천문 현상은 천동설의 테두리에서 설명되었다.
예를 들어, 화성과 같은 외행성은 천구를 지나는 특정 기간에 정상적인 공전 방향과는 반대로 역행하는 것처럼 보인다. 이러한 현상은 기원전 3세기 무렵 고대 그리스 때부터 잘 알려져 있었고, 천동설에 부합하는 설명을 하기 위해 주전원과 이심원을 갖는 천체 모형을 고안하게 되었다. 프톨레마이오스의 우주 모형은 이를 정교하게 설명하고 있다. 반면에 코페르니쿠스의 지동설은 행성 간의 공전 주기 차이로 인해 일정기간 외행성이 역행하는 것처럼 보인다고 설명한다.
토마스 쿤은 천동설에서 지동설로 이론 체계가 변화하는 과정을 과학혁명의 단적인 예로 제시하였다. 쿤은 이러한 과학 이론의 변화는 어느 한 이론이 그르고 다른 한 이론은 옳다는 것을 나타낸 것이 아니라, 당대 사회 전체가 갖는 신념과 가치체계가 변화한 것이며, 문제 해결 방법이 달라진 것이라 파악한다. 이러한 개념에 따르면 현대의 표준 모형 역시 하나의 패러다임일 뿐 절대적인 진리는 아니라는 결론에 도달하게 된다.

## 과학적 패러다임
옥스포드 영어 사전(Oxford English Dictionary)에서는 'paradigm'을 '패턴 혹은 모델, 전형; 무언가의 전형적인 사례, 예시(a pattern or model, an exemplar; a typical instance of something, an example)'로 정의한다. 과학사학자 토마스 쿤(Thomas Kuhn)은 어느 특정 시기 과학 지식을 정의하는 구상과 실천들을 의미하는 단어를 사용하여 패러다임의 현대적 의미를 제시하였다. 『과학혁명의 구조(The Structure of Scientific Revolutions)』(1962년 초판)에서 쿤은 과학적 패러다임(scientific paradigm)에 대하여 '어느 한 시기, 어느 한 전문가 집단에게 전형적인 문제와 해결책을 제공하는 보편적으로 인식되는 과학적 성취(universally recognized scientific achievements that, for a time, provide model problems and solutions for a community of practitioners)'라고 정의하였다. 그것은 다음과 같다.
- '무엇'이 관찰되고 검증되는가(what is to be observed and scrutinized)
- 이 주제와 관련하여 질문되고 탐구될 일종의 '질문들'(the kind of questions that are supposed to be asked and probed for answers in relation to this subject)
- '어떻게' 이러한 질문들이 조직되는가(how these questions are to be structured)
- '어떤' 예측들이 과학 지식 속에서 주요이론을 통해 내려지는가(what predictions made by the primary theory within the discipline)
- '어떻게' 과학적 탐구들의 결과가 해석될 것인가(how the results of scientific investigations should be interpreted)
- '어떻게' 한 실험이 수행되는가, 그리고 그 실험을 수행하는 데 유용한 장비는 '무엇'인가(how an experiment is to be conducted, and what equipment is available to conduct the experiment.)

책에서 쿤은 과학에 대하여, 기존의 실제 모형(model of reality)이 늘어난 퍼즐 풀이 기간을 지배하면 정상과학(normal science)이 대체되며, 또한 실제 모형이 급작스러운 극적인 변화를 겪게 되면 혁명(revolution)을 겪게 된다고 보았다. 패러다임은 두 가지 측면이 있다. 첫째, 정상과학에서 패러다임은 복제되거나 모방될 전형 실험들을 의미한다. 둘째, 이러한 전형들을 뒷받침하는 것은 증거 수집에 앞서면서도 증거 수집에 전제가 되는 공통된 선입견(preconception)이라는 것이다. 이러한 선입견들은 쿤이 '준형이상학적(quasi-metaphysical)'이라고 말하는 숨겨진 가정이나 요소를 모두 품는다. 패러다임의 해석들은 과학자 개개인에 따라 다를 수 있다.
쿤은 전형들을 선택하는 원리는 현실을 바라보는 특정 방식이라는 것을 말하는 데에 주력하였다. 전형(exemplar)에 대한 관점(view)과 현상(status)은 서로 보강하는 관계이다. 어느 한 특정 지식을 믿는 서로 잘 융화된 구성원들에게 있어, 패러다임은 매우 설득력이 높아서, 그것을 대체할 수 있다는 가능성조차 설득력이 없거나 반직관적인(counter-intuitive) 것이 된다. 이런 패러다임은 빛을 통과시키지 못하는 불투명한 유리 같아(opaque), 현실의 기반을 바라보는 직접적인 관점(direct view)으로 보이거나, 다른 대체 형상이 그 뒤에 숨겨져 있을 수 있다는 가능성을 흐리기도 한다. 현재의 패러다임이 실재라는 신념은 그 패러다임의 기반을 흔드는 증거에 대한 권위를 인정하지 않는다. 그 결과 이는 절충되지 못한 예외(anomaly)들이 축적되게 한다. 이렇게 축적되고 강화되는 예외들은 현존하는 패러다임이 전복되고 새로운 패러다임으로 대체되는 원인이 된다. N. R. 핸슨의 이론적재성에 대한 논의를 바탕으로, 이러한 과정에 대하여 쿤은 '패러다임 전환(paradigm shift)'(하단 참조)이라는 표현을 사용하였으며, 어느 한 모호한 관념(image)에 대한 우리의 해석이 한 상태에서 다른 상태로 뒤집히면 발생하는 인식 변화(perceptual change)에 비유하였다. (토끼–오리 착시rabbit-duck illusion그림이 한 예시이다. 우리는 토끼와 오리를 동시에 볼 수 없다.) 이는 공약불가능성(incommensurability) 문제와 관련하여 유의미하다(하단 참조).
현재 수용되고 있는 패러다임의 한 예시는 물리학의 표준 모델(standard model)이 있다. 과학적 방법(scientific method)은 표준 모델을 반박하거나 그것의 오류를 입증하는 현상에 대한 정통적 과학 탐구를 허용한다. 그러나 실험을 통해 테스트할 표준 모델 이론과의 편차 정도에 따라, 이러한 실험들에 들어갈 보조금 지원도 얻기 힘들다. 예증을 위해, 운동량 보존(conservation of momentum)의 법칙에 위배되는 사례를 찾거나 과거로의 시간여행(reverse time travel)을 설계하는 방식을 구상하는 실험에 비하여, 중성미자(neutrino) 질량 측정이나 양성자(proton) 자연붕괴(표준 모델로부터 약간 벗어난 것)를 입증하려는 실험이 돈을 받을 가능성이 훨씬 높다.
쿤의 패러다임과 유사한 메커니즘들은 과학철학(philosophy of science) 이외에도 여러 학문분야에서 언급되어 왔다. 이는 다음과 같다. 주류 문화적 주제들에서의 이념, 세계관(worldview) (하단 참조), 이념(ideology), 사고방식(mindset) 등이 있다. 이들은 학문적 사고(disciplined thought)의 작거나 큰 규모의 사례들에 족용하는 유사한 의미가 있다. 또한 쿤이 사용한 원의의 패러다임 측면에서, 미셸 푸코(Michel Foucault)는 에피스테메(episteme)와 담론(discourse), 마테시스(mathesis)와 택시노미아(taxinomia)라는 용어를 사용하였다.

## 같이 보기
- 패러다임의 전환
- 과학혁명의 구조
- 이론적재성
- 개념
- 교조주의
- 휴리스틱 이론
- 이념
- 방법론
- 포스트구조주의
- 프로그래밍 패러다임
- 세계관